# Дъмбо (филм, 2019)
„Дъмбо“ (на английски: Dumbo) е американско фентъзи от 2019 година на режисьора Тим Бъртън, по сценарий на Ехрен Кругер. Филмът е игрален римейк на едноименния анимационен филм на Уолт Дисни през 1941 г., в който е базиран на романа на Хелън Аберсън и Харолд Пърл. Във филма участват Колин Фарел, Майкъл Кийтън, Дани ДеВито, Ева Грийн и Алън Аркин.
Плановете за игрална филмова адаптация на „Дъмбо“ бяха обявен през 2014 г., и Бъртън е потвърден като режисьор през март 2015 г. Някои от актьорския състав са се подписали за филма през 2017 г. и снимките продължиха през юли до септември 2017 г. в Англия. Той е един от първите от пет игрални адаптации от предишните анимационни филми на Дисни, пуснати през 2019 г., заедно с „Аладин“, „Цар лъв“, „Господарка на злото 2“ и „Лейди и Скитника“.
Премиерата на „Дъмбо“ е в Лос Анджелис на 11 март 2019 г., и е пуснат по киносалоните на 29 март 2019 г. Филмът спечели 353 млн. долара в световен мащаб срещу бюджет от 170 млн. долара и получи смесени отзиви от критиците, които похвалиха амбицията.

## Актьорски състав
| Актьор              | Роля                               |
| ------------------- | ---------------------------------- |
| Колин Фарел         | Холт Фериър                        |
| Майкъл Кийтън       | Г-н Вандевер                       |
| Дани Де Вито        | Макс Медичи                        |
| Ева Грийн           | Колет Маршан                       |
| Нико Паркър         | Мили Фериър, дъщеря на Холт        |
| Финли Хобинс        | Джо Фериър, син на Холт            |
| Рошан Сет           | Прамеш Сингх                       |
| Деобиа Опареи       | Ронго                              |
| Джоузеф Гат         | Нийлс Скелинг                      |
| Шарън Руни          | Мис Атлантис, русалка изпълнителка |
| Майкъл Бъфър        | Баритон Бейтс                      |
| Фил Зимърман        | Руфъс                              |
| Алън Аркин          | Дж. Грифин Ремингтън               |
| Мигел Муньос Сегура | Иван Чудесния, илюзионист          |
| Зенаида Алкалде     | Великата Катрин                    |
| Рагеван Васан       | Притам Сингх                       |
| Франк Бърк          | Пък                                |
| Зелда Росет Колон   | Ани Фариър                         |
| Джуълс Гуд          | Мадмоазел Фламбе                   |
| Ед Осмънд           | Изпълнител на „Дъмбо“              |

## В България
В България филмът е пуснат на същата дата от Форум Филм България във формати 2D, 3D, IMAX 3D със дублирана и субтитирана версия.
През 2020 г. е излъчен за първи път по HBO.
На 26 декември 2021 г. ще се излъчва по NOVA в неделя от 14:30 ч.

### Синхронен дублаж
| Роля                | Изпълнител |
| ------------------- | --- |
| Холт Фериър         | Александър Воронов |
| Г-н Вандевер        | Станислав Пищалов |
| Макс Медичи         | Здравко Методиев |
| Колет Маршан        | Гергана Стоянова |
| Ремингтън           | Симеон Викторов |
| Мили                | Елена Църноречка |
| Джо                 | Константин Сливнишки |
| Нийлс Скелинг       | Симеон Владов |
| Сотби               | Стефан Стефанов |
| Руфъс               | Димитър Иванчев |
| Баритон Бейтс Ронго | Мариан Маринов |
| Прамеш Сингх        | Здравко Димитров |
| Други гласове       | Даринка Митова Ема Цончева Златина Тасева Михаела Трендафилова Надежда Панайотова Росица Александрова Светлана Смолева Алек Неделчев Божидар Попчев Борислав Ангелов Камен Асенов Любомир Фърков Мартин Ангелов Момчил Степанов Павел Стефанов Тодор Георгиев Цанко Тасев |

| Песен         | Изпълнител         |
| ------------- | ------------------ |
| Кейси Джуниър | Здравко Методиев   |
| Бебе мое      | Надежда Панайотова |

| Обработка                                | Доли Медия Студио                     |
| ---------------------------------------- | ------------------------------------- |
| Режисьор на дублажа                      | Даниела Горанова                      |
| Превод                                   | Мария Петрова                         |
| Музикален режисьор                       | Евгений Манев                         |
| Превод на песните                        | Цветомира Цонева                      |
| Тонрежисьор на записа                    | Ясен Пенчев                           |
| Творчески директор на българската версия | Венета Янкова                         |
| Миксинг студио                           | Shepperton International              |
| Продуцент на българската версия          | Disney Character Voices International |